# Конкурс мокрих футболок
Конкурс мокрих футболок — це змагання з ексгібіціонізмом, у якому зазвичай беруть участь молоді жінки в нічному клубі, барі чи на курорті. Учасниці у мокрих футболках зазвичай носять тонкі білі або світлі футболки без бюстгальтерів, бікіні чи іншого одягу під ними. Потім вода (часто крижана) розбризкується або виливається на груди учасників, в результаті чого їхні футболки стають напівпрозорими та прилипають до грудей. Порівняно рідкісним чоловічим еквівалентом є змагання мокрих боксерів, які іноді проводяться в гей-барах.
Учасники можуть по черзі танцювати або позувати перед публікою, а результат визначається або реакцією натовпу, або голосуванням суддів. У змаганнях зі спортивними змаганнями учасники можуть порвати або обрізати свої футболки, щоб оголити хребет, декольте або нижню частину грудей. Залежно від місцевого законодавства, учасникам може бути дозволено зняти футболки або повністю роздягтися під час виступу. Часто конкурси мокрих футболок поєднуються зі стриптизом.

## Історія
У Сполучених Штатах лижний кінорежисер Дік Беррімор стверджує у своїх мемуарах Breaking Event, що провів перше змагання мокрих футболок у Sun Valley, у барі Boiler Room в Айдахо, у січні 1971 року, як частину реклами лиж K2. Конкурс рекламувався як простий «конкурс футболок», у якому стюардеси авіакомпаній танцювали під музику в рекламних футболках K2. Однак першою учасницею, яка з’явилася, була професійна стриптизерка, яка танцювала топлес, а учасники-любителі у відповідь намочили свої футболки перед змаганням. Беррімор провів другий «Конкурс мокрих футболок K2» у Rusty Nail на курорті Stowe Mountain Resort, штат Вермонт, щоб зняти його, попри те, що міська рада Стоу прийняла резолюцію про заборону оголеного тіла на заході. Він провів ще один рекламний конкурс для K2 10 березня 1971 року в Аспені, штат Колорадо, в ресторані та барі The Red Onion, і конкурси були представлені на фото в березневому випуску Playboy за 1972 рік.
Перша відома згадка терміну «конкурс мокрих футболок» у пресі відбулася в 1975 році в The Palm Beach Post, описуючи появу конкурсу на дискотеках Нового Орлеана. Згодом конкурс було засновано на весняних канікулах у Форт-Лодердейлі, штат Флорида, а деякі власники барів були оштрафовані згідно із законами про непристойність за проведення. Попри відсутність ясності щодо їхнього правового статусу, конкурси почали проводитися в інших місцях Сполучених Штатів. Змагання в таверні Мілуокі в 1976 році зазнало поліцейського рейду, попри те, що учасники носили скотч під своїми футболками, як того вимагає поліція.
Поява Жаклін Біссет у фільмі «Глибина» 1977 року, де вона плавала під водою, вдягнувши лише футболку, допомогла привернути увагу широкої громадськості до конкурсу мокрих футболок. В альбомі Френка Заппи «Joe's Garage» 1979 року трек «Fembot in a Wet T-Shirt» розповідає про Мері з парку Канога, яка бере участь у конкурсі мокрих футболок, щоб зібрати гроші на повернення додому після того, як її покинула рок-група в Маямі.
Американський реаліті-фільм «Справжній Канкун» 2003 року включав конкурс мокрих футболок.
Іспанський фестиваль La Tomatina, великий публічний бій помідорів, де учасники просочуються соком з помідорів, був запропонований як ще одне можливе походження конкурсу мокрих футболок, хоча La Tomatina розпочався в 1945 році.

## У масовій культурі
- Пісня «Fembot in a Wet T-Shirt» з альбому Френка Заппи joe's Garage розповідає про конкурс мокрих футболок.